# Момин камен
Момин камен је део Грделичке клисуре у долини Јужне Мораве код Владичиног Хана некада познат по истоименом каменолому. Име добија по стени у облику девојке са котарицом на глави која се овде налазила до тридесетих година двадесетог века када се обрушила приликом вађења камена.
По легенди мајка је проклела кћер која се перући веш загледала у Турчина те се девојка скаменила. У близини се налазила и друга стена у облику Турчинове главе.
Камен из Моминог камена коришћен је за зидање српског војничког гробља у Солуну-Зејтинлик.